# アルゴンヌ森
アルゴンヌ森（アルゴンヌもり、フランス語: La Forêt d'Argonne）は、長さ約40 km、幅約15-20 kmにわたって岩山と森林の広がるフランス北東部の地域である。
1792年、アルゴンヌ森でシャルル・フランソワ・デュムリエ師団大将がヴァルミーの戦いの前にブラウンシュヴァイク公率いる侵略軍を打ち破った。
第一次世界大戦中において、この森はまたしても戦場となった。1914年秋冬、1915年夏、また1918年秋にドイツ帝国軍と連合軍がこの地で激しく争ったのである。1918年のムーズ・アルゴンヌ攻勢の間、そのほとんどが米第77歩兵師団「ロストバタリオン (Lost Battalion) 」のメンバーであるネルソン・M・ホルダーマン大尉、チャールズ・W・ウィットルジー少佐、アルヴィン・C・ヨーク軍曹と、「ブラックデス (Black Death) 」ことウィリアム・ヘンリー・ジョンソンを含む数名のアメリカ兵に名誉勲章が贈られた。
第一次世界大戦モンフォコン米国記念碑は、花崗岩でできた巨大なドーリア式柱の頂に自由を象徴する彫像が飾られている。この記念碑はヴェルダンから北西に約32 kmの距離にあり、ムーズ=アルゴンヌ米国人墓地からさほど離れてはいない。

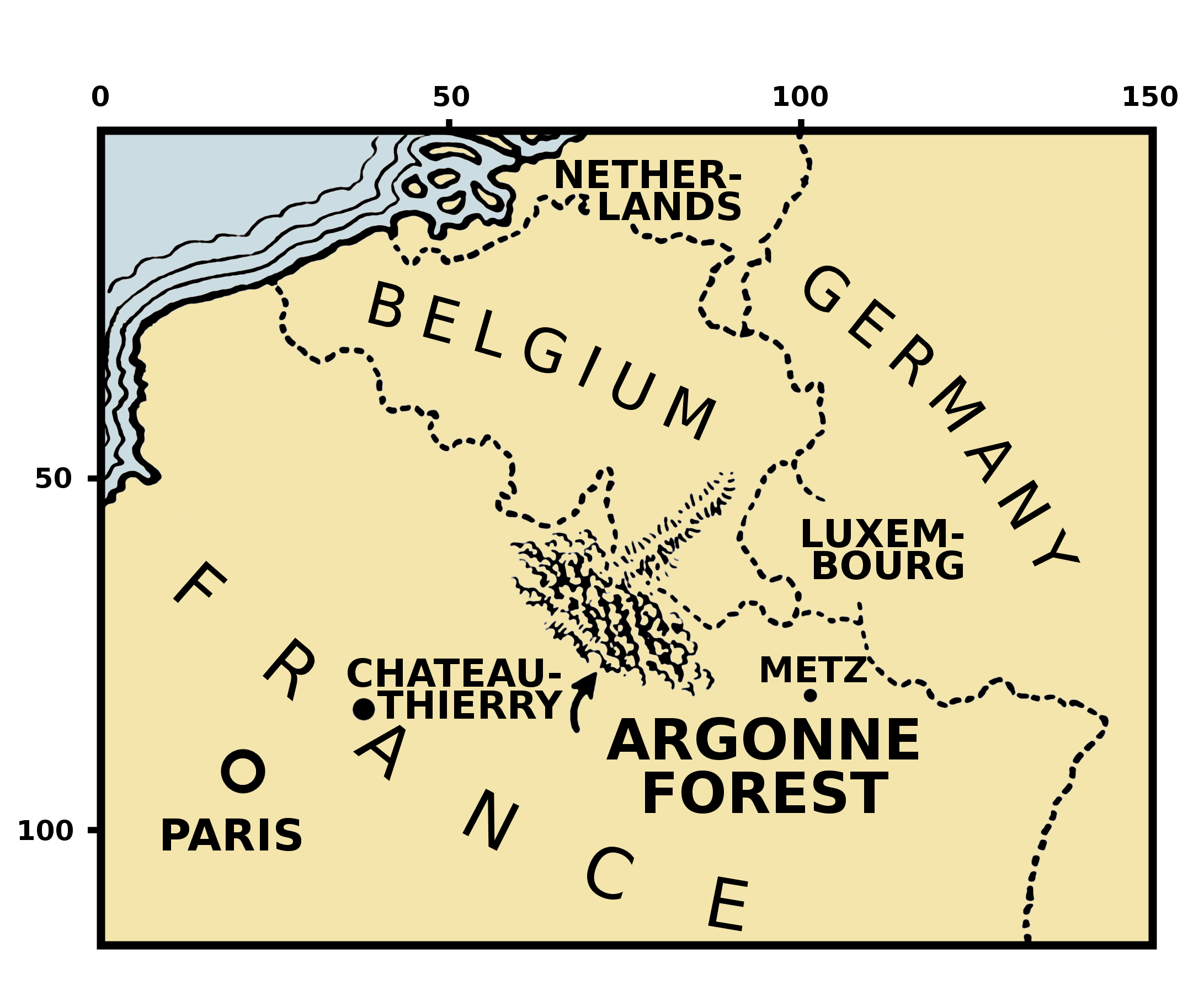
アルゴンヌ森の位置、仏北東部
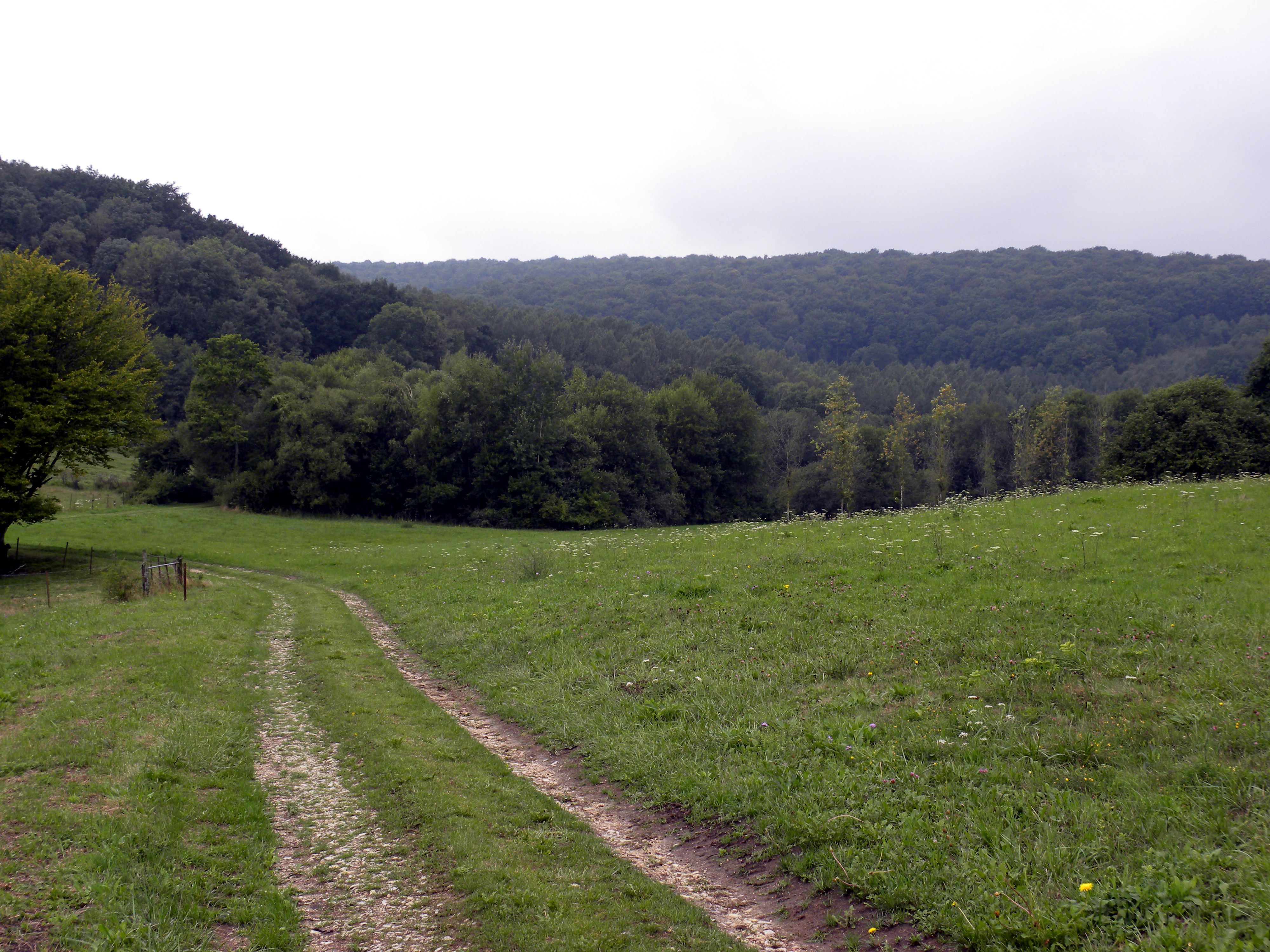
アルヴィン・C・ヨーク軍曹が第1次世界大戦を戦った仏シャテル＝シェエリー付近の谷

## 史跡・名勝地
- プティ＝ボワ植物園